# Пайс, Леонардо
Леона́рдо Па́йс (исп. Leonardo Javier Pais Corbo; род. 7 июля 1994, Минас) — уругвайский футболист, полузащитник клуба «Крузейро». Выступал в юношеской и молодёжной сборной Уругвая. Вице-чемпион мира среди молодёжи 2013 года.

## Карьера
Леонардо Пайс — воспитанник школы футбольного клуба «Дефенсор Спортинг». Стал привлекаться к основе в конце сезона 2011/12, однако дебютировал за основной состав «фиолетовых» в Апертуре чемпионата Уругвая 1 декабря 2012 года в игре против «Серро-Ларго». Пайс вышел на замену Диего Ролану на 90-й минуте, а его команда одержала победу со счётом 1:0. Первый гол в Примере Пайс забил 16 февраля 2014 года в ворота «Хувентуда», «Дефенсор» одержал победу со счётом 2:1.
Сильва выиграл с «Дефенсором» один этап чемпионата Уругвая — Клаусуру 2013, став, таким образом, вице-чемпионом Уругвая сезона 2012/13. В 2014 году Леонардо помог своей команде впервые в истории дойти до полуфинала розыгрыша Кубка Либертадорес (турнир продолжается). В этом турнире Пайс сыграл в семи встречах. В первом матче 1/4 финала в Медельине он открыл счёт в игре против «Атлетико Насьоналя» (в итоге «Дефенсор» выиграл на выезде 2:0), а в ответной игре именно с передачи Пайса единственный гол забил Николас Оливера.
Леонардо Пайс в 2011 году в составе молодёжной сборной завоевал бронзовые медали Панамериканских игр. В начале того же года он стал вице-чемпионом Южной Америки в составе юношеской сборной, а затем завоевал серебро в Мексике на юношеском Мундиале. В 2013 году Пайс дошёл с Селесте до финала молодёжного чемпионата мира в Турции. Уругвайцы уступили Франции лишь в серии пенальти.

## Титулы и достижения
- Вице-чемпион Уругвая (1): 2012/13
- Полуфиналист Кубка Либертадорес (1): 2014 (турнир продолжается)
- Серебряный призёр Юношеского (до 17 лет) чемпионата Южной Америки (1): 2011
- Серебряный призёр Юношеского (до 17 лет) чемпионата мира (1): 2011
- Бронзовый призёр Панамериканских игр (1): 2011[5]
- Бронзовый призёр Молодёжного (до 20 лет) чемпионата Южной Америки (1): 2013
- Серебряный призёр Молодёжного (до 20 лет) чемпионата мира (1): 2013